# Kulusuk
Kulusuk település Grönland keleti részén. Közigazgatásilag 2009. január 1. óta Sermersooq községhez tartozik.

## Földrajz
A település a Kulusuk-szigeten található.

## Népesség
Mintegy 320 fő. A repülőtér miatt viszonylag nagy a dán lakosság aránya.

## Gazdaság
A népesség nagyrészt vadászatból és halászatból él, de kiegészítő jövedelemként az idegenforgalom is fontos szerepet játszik. Az 1999-ben épült Hotel Kulusuk a kalandturisták kedvelt bázisa. A településen magas a munkanélküliség.

## Közlekedés
Itt található a Kusuluk repülőtér, Kelet-Grönland egyetlen nemzetközi repülőtere.

## Fordítás
- Ez a szócikk részben vagy egészben a Kulusuk című angol Wikipédia-szócikk ezen változatának fordításán alapul.  Az eredeti cikk szerkesztőit annak laptörténete sorolja fel. Ez a jelzés csupán a megfogalmazás eredetét és a szerzői jogokat jelzi, nem szolgál a cikkben szereplő információk forrásmegjelöléseként.